# ヘンリー・ハワード (第22代アランデル伯爵)
第22代アランデル伯爵ヘンリー・フレデリック・ハワード（英語: Henry Frederick Howard, 22nd Earl of Arundel, KB, PC(Ire)、1608年8月15日 - 1652年4月17日）は、イングランドの貴族。
第21代アランデル伯トマス・ハワードの次男で庶民院議員や貴族院議員を務め、清教徒革命（イングランド内戦）期には王党派として行動した。

## 経歴
1608年8月15日に第21代アランデル伯トマス・ハワードとその妻アレシア（第7代シュルーズベリー伯爵ギルバート・タルボットの娘）の間の次男として生まれた。兄にマルトレイヴァース卿(儀礼称号)ジェイムズがあったが、この兄は子供のないまま1624年に死去したため、それ以降は彼が嫡男だった。また弟にカトリック陰謀事件で処刑される初代スタッフォード子爵ウィリアム・ハワードがいる。
1628年のイングランド議会ではアランデル選挙区から選出されて庶民院議員を務める。1633年5月から1639年8月にかけてノーサンバランド統監ウェストモーランド統監を務めた。
1634年8月のアイルランド議会ではカラン選挙区から選出されて庶民院議員になるとともにアイルランド枢密顧問官に列した。
1636年6月にはサリー統監とサセックス統監に就任した。1639年にはカンバーランド統監を務め、1640年のイングランド議会では再びアランデル選挙区から選出されて庶民院議を務めたが、同年3月にはモウブレー男爵(特例で新規の扱い)として貴族院に召集された。同議会中、王党派として行動し、国王側近の初代ストラフォード伯爵トマス・ウェントワースの処刑に反対した。1641年7月の議会委員会では第4代ペンブルック伯爵フィリップ・ハーバートと激しい暴言の応酬をした。
1642年に国王チャールズ1世がヨークへ逃れると彼もヨークの王党派に合流した。同年10月にはエッジヒルの戦いに王軍で参加した。しかし第一次イングランド内戦が議会派有利に傾いてくる中の1645年に病を患う父に呼び出されてヴェネツィア共和国・パドヴァへ移住した。1646年10月の父の死により第22代アランデル伯爵位を継承し、軍務伯に就任した。
国外での生活に困窮したため、革命後のイングランドへ帰国。罰金を支払うことで議会から地所の返還が認められた。
1652年4月17日にロンドン・ストランド・アランデル・ハウスにおいて死去した。爵位は長男のトマス・ハワードが継承した。このトマスは1660年に第5代ノーフォーク公への復権を許されている。

## 栄典

### 爵位
1646年10月4日の父トマス・ハワードの死去により以下の爵位を継承した。
- 第22代アランデル伯爵 (22nd Earl of Arundel)
(1138年頃創設のイングランド貴族爵位)
- 第5代サリー伯爵 (5th Earl of Surrey)
(1483年6月28日の勅許状によるイングランド貴族爵位)
- 第2代ノーフォーク伯爵 (2nd Earl of Norfolk)
(1644年6月6日の勅許状によるイングランド貴族爵位)
- 第15代モウブレー男爵 (15th Baron Mowbray)
(1283年の議会招集令状（英語版）によるイングランド貴族爵位)
- 第16代セグレイヴ男爵 (16th Baron Segrave)
(1295年の議会招集令状によるイングランド貴族爵位)
- 第12代マルトレイヴァース男爵 (12th Baron Maltravers)
(1330年6月5日の議会召集令状によるイングランド貴族爵位)
- 第2代フィッツアラン＝クラン＝オズワルデスタ男爵 (2nd Baron FitzAlan, Clun and Oswaldestre)
(1627年の議会法によるイングランド貴族爵位)

### 勲章
- 1616年11月3日、バス騎士団(勲章)ナイト(KB)[1][4]

## 家族
第3代レノックス公エズメ・ステュワートの娘エリザベス(1610–1674)と結婚。彼女との間に以下の子らを儲けた
- 長男トマス・ハワード (1627-1677) 23代アランデル伯位を継承。5代ノーフォーク公に復権
- 次男ヘンリー・ハワード (1628-1684) 6代ノーフォーク公・24代アランデル伯を継承
- 三男フィリップ・ハワード（英語版） (1629-1694) カトリック聖職者。枢機卿
- 四男チャールズ・ハワード (1630-1713) 10代ノーフォーク公と11代ノーフォーク公は彼の子孫
- 五男エドワード・ハワード (1637-1691)
- 六男バーナード・ハワード (1641-1717) 彼の子孫が12代公以降ノーフォーク公位を継承していく
- 長女キャサリン・ハワード (1634-1655) ジョン・ディグビーと結婚